# 马桥镇 (咸宁市)
马桥镇，是中华人民共和国湖北省咸寧市咸安区下辖的一个乡镇级行政单位。

## 行政区划
马桥镇下辖以下地区：
马桥社区、麻塘社区、马桥村、金桥村、潜山村、严洲村、高赛村、仁窝村、垅口村、钱庄村、吕铺村、鳌山村、樊塘村、曾铺村和四门楼村。